# Hala Widowiskowo-Sportowa Azoty
Hala Widowiskowo-Sportowa "Azoty" – hala sportowa, na terenie której swoje spotkania rozgrywa zespół Zaksy Kędzierzyn-Koźle. Położona na osiedlu Azoty około 3 km od centrum miasta. Obiekt został oddany do użytku w maju 2005 roku.
W hali, w której grają mecze siatkarskie klub ZAKSA Kędzierzyn-Koźle ma powstać muzeum. Pomysł powstał, gdy rodzina byłego prezesa klubu Kazimierza Pietrzyka przekazała miastu Kędzierzyn-Koźle pamiątki po latach świetności Mostostalu. Całość zostanie umieszczona w gablocie w hali „Azoty”.
Dla kibiców przeznaczono 3 tys. miejsc stałych z możliwością zwiększenia do 6 tys. Hala posiada profesjonalne nagłośnienie, klimatyzację, monitoring 60 kamer oraz pełne zaplecze niezbędne do organizowana zawodów na światowym poziomie.